# Parachernes dissimilis
Espèce
Parachernes dissimilis est une espèce de pseudoscorpions de la famille des Chernetidae.

## Distribution
Cette espèce est endémique du Salvador. Elle se rencontre vers le Quezaltepeque.

## Publication originale
- Muchmore, 1980 : An unusual new Parachernes from El Salvador (Pseudoscorpionida: Chernetidae). Transactions of the American Microscopical Society, vol. 99, no 2, p. 227-229.